# Cerro Cerrón
El Cerro Cerrón es una formación de montaña ubicada en una exclusiva región natural de la serranía de Siruma, al suroeste del Sistema Coriano, en el punto donde se encuentran los estados Falcón, Lara y Zulia, en el occidente de Venezuela. A una altitud promedio entre 1975 m s. n. m. y 2.055 m s. n. m., el Cerro Cerrón es la montaña más alta en Falcón. Algunas referencias la ubican en el estado Lara, haciéndola una de las más elevadas de ese estado. Otro cerro de menor altura y del mismo nombre se ubica en el estado Lara, en el costado Este del parque nacional Cerro Saroche.

## Ubicación
El Cerro Cerrón se encuentra en la esquina noroeste del embalse El Ermitaho, a nivel del pueblo Quebrada Arriba. Se llega por una carretera que parte de la autopista Lara-Zulia a nivel del poblado de Camoruco y su «Ciénaga de Puricaure».